# NoName057(16)
NoName057(16) — пророссийская хакерская группировка, заявившая о себе в марте 2022 года и взявшая на себя ответственность за кибератаки на украинские, американские, европейские сайты госучреждений, СМИ и частных компаний. Расценивается как неорганизованная и свободная пророссийская группа активистов, стремящаяся привлечь внимание в западных странах.

## Деятельность
По информации украинских СМИ, их сотрудники получали письма с угрозами от группировки NoName057(16). Об этом также заявляла и украинский экс-омбудсмен Людмила Денисова.
OSINT-исследователь под ником Cyberknow20 внес NoName057(16) в свою сводную таблицу хакерских группировок, которую он периодически обновляет.

### Известные DDoS-атаки

#### Украина
Начиная с марта 2022 года, группировка NoName057(16) провела ряд кибератак на сайты украинских СМИ и медиапорталы Украины. Например, такие, как портал «Детектор Медиа» и сайт «Одесса Онлайн».

#### Страны Балтии
DDoS-атака, ответственность за которую взяла на себя группировка NoName057(16), вывела из строя систему онлайн-продажи билетов на сайте и мобильном приложении латвийской компании «Пассажирский поезд» (Pasažieru vilciens) и в мобильном приложении. Представители компании в своем Twitter-аккаунте заявили, что из-за инцидента им пришлось прекратить продажу билетов на сайте и в приложении.
21 июня в своем Telegram-канале представители группировки заявили, что присоединяются к атакам на сайты Литовской Республики. В своем обращении они призвали поступить аналогичным образом и другие сообщества пророссийских хакеров, а также отдельных активистов. Свои действия хакеры назвали «местью за Калининград».
На протяжении месяца, по собственным заявлениям, группировка провела более 200 атак на ресурсы интернет-инфраструктуры Литвы.
В частности, группировка взяла ответственность за атаку на сайт литовской компании Ingstad, сайты аэропортов Литвы и другие интернет-ресурсы.

#### Норвегия
Группировка NoName057(16) взяла ответственность за атаки на ряд сайтов в Норвегии. По заявлению группы, это сделано в качестве своеобразного протеста против решения норвежских властей о запрете доставки грузов российским гражданам на архипелаг Шпицберген

#### Польша
Спецслужбы Польши в конце 2022 года заявили о причастности команды NoName057(16) к атаке сайта польского сейма.
По словам пресс-секретаря министра-координатора спецслужб Польши Станислава Жарина, эта DDoS-атака стала ответом на принятие Сеймом Республики Польша резолюции о признании России государством, спонсирующим терроризм.
В подтверждение своих слов Жарин сослался на Telegram-канал хакерской группировки.

#### Финляндия
Значительный отклик в СМИ получила кибератака на сайт финского парламента, ответственность за которую на себя взяли хакеры из команды NoName057(16). Факт атаки был официально подтвержден представителями властей Финляндии. Финские журналисты причислили группировку к пророссийской. В результате инцидента финская криминальная полиция начала предварительное расследование.
Спустя сутки после кибератаки на сайт парламента Финляндии группировка NoName057(16) взяла на себя ответственность за DDoS-атаки на сайт архива финского правительства, а также на интернет-ресурс финского центра госзакупок Hansel.

#### Италия
В декабре 2022 года, после заявлений итальянского премьер-министра Джорджии Мелони о намерении продолжать снабжение оружием Украины, команда NoName057(16) провела ряд DDoS-атак на сайты Италии.
В результате работа ряда итальянских ресурсов была нарушена.

#### Дания
11 января 2023 года в СМИ стали появляться новости о том, что группировка NoName057(16) провела серию атак на банковский сектор Дании, а также на Министерство финансов этой страны.
В результате инцидента сайты таких банков, как Arbejdernes Landsban, Bankinvest, Sparekassen Sjælland, Sydban и других финансовых организаций Дании, а также их сервисы, были полностью или частично недоступны на протяжении продолжительного времени. Arbejdernes Landsbank, например, заявил , что  в результате атак пострадала его система онлайн-банкинга.

### DDosia Project
Команда NoName057(16) 15 августа 2022 года запустила проект для организации DDos-атак силами добровольцев. Уже в начале сентября того же года активисты выплатили первые вознаграждения самым активным участникам краудфандингового проекта. По данным профильных Интернет-ресурсов, на октябрь 2022 года в группе проекта в Telegram насчитывалось около 400 участников.

## Разгром группы
15 июля 2025 года в ходе операции «Operation Eastwood», силовики из 12 стран нанесли удар по группировке NoName057(16), ликвидировав ботнет, который использовался для проведения атак по всему миру. За один день были проведены обыски в семи странах, арестованы подозреваемые (во Франции, Испании, Польше), выданы ордера на арест семи человек, а также отключены более 100 серверов, на которых размещалась инфраструктура группировки. Европол отправил сообщения о возможной уголовной ответственности более 1100 пользователей, принимавших участие в действиях группировки и 17-ти администраторам Telegram-каналов, связанных с её деятельностью.
Власти Евросоюза обнародовали данные пятерых подозреваемых, двое из которых руководители IT-структуры «Центр изучения и сетевого мониторинга молодежи», основанной по поручению Владимира Путина для защиты молодежи от деструктивного контента.

## Ключевые фигуры
- Михаил Бурлаков (38 лет), занимал руководящую должность в группе, принимал решения о разработке программного обеспечения для проведения атак. Программист, кандидат технических наук, работает доцентом на кафедре кибербезопасности Самарского университета и замглавы ЦИСМ. Ранее был доцентом кафедры «Криптология и кибербезопасность» НИЯУ МИФИ.
- Максим Лупин (36 лет), Европол подозревает Лупина в управлении нелегальной онлайн-площадкой для торговли. С середины 2010-х сотрудничал с провластными структурами: работал в провластной организации «Боевое братство» и компании ZephyrLab, которая делает сайты для федеральных министерств. В феврале 2022-го Лупин возглавил ЦИСМ.
- Ольга Евстратова (21 год), «один из ключевых членов группы NoName057(16)». Занималась оптимизацией программного обеспечения для атак.
- Андрей Абросимов (45 лет), житель Новодвинска,в начале 2010-х работал автослесарем. В розыске за поддержку группы и совершение 83 случаев компьютерного саботажа[39].